# ريوتارو ياماموتو
ريوتارو ياماموتو (باليابانية: 山本 凌太郎) (مواليد 7 ديسمبر 1998)، هو لاعب كرة قدم كان يلعب كلاعب وسط.

## وصلات خارجية
- ريوتارو ياماموتو على موقع رابطة كرة القدم اليابانية للمحترفين (اليابانية)
- ريوتارو ياماموتو على موقع قاعدة بيانات كرة القدم.إي يو (الإنجليزية)
- ريوتارو ياماموتو على موقع Soccerway.com (الإنجليزية)
- ريوتارو ياماموتو على موقع عالم كرة القدم.نت (الإنجليزية)